# Зозулі (Миргородський район)
Зозулі́ —  село в Україні, у Шишацькій селищній громаді Миргородського району Полтавської області. Населення становить 27 осіб. До 2020 орган місцевого самоврядування — Федунська сільська рада.

## Географія
Село Зозулі знаходиться на відстані 0,5 км від сіл Римиги та Раївка.

## Історія
12 червня 2020 року, відповідно до розпорядження Кабінету Міністрів України № 721-р «Про визначення адміністративних центрів та затвердження територій територіальних громад Полтавської області», село увійшло до складу Шишацької селищної громади.
19 липня 2020 року, в результаті адміністративно - територіальної реформи та ліквідації Шишацького району, село увійшло до складу новоутвореного Миргородського району Полтавської області.